# Belly Dancer (Bananza)
Belly Dancer (Bananza) è un singolo del cantante statunitense Akon, pubblicato il 21 giugno 2005 come quarto estratto dall'album in studio Trouble.

## Descrizione
Il brano è costruito sui campionamenti di The Lunatics (Have Taken Over The Asylum) dei Fun Boy Three, Body Rock dei Treacherous Three e For What It's Worth dei Buffalo Springfield.

## Tracce
UK CD1
1. Belly Dancer (Bananza)
2. Trouble Nobody (Album Version–Explicit)

UK CD2
1. Belly Dancer (Bananza) (Explicit)
2. Trouble Nobody
3. Belly Dancer (Bananza) (Instrumental)
4. Belly Dancer (Bananza) (Video)

## Classifiche
| Classifica (2005-21) | Posizione massima |
| -------------------- | ----------------- |
| Australia            | 23                |
| Austria              | 54                |
| Belgio (Fiandre)     | 29                |
| Belgio (Vallonia)    | 27                |
| Europa               | 21                |
| Francia              | 45                |
| Germania             | 32                |
| India                | 20                |
| Irlanda              | 11                |
| Paesi Bassi          | 46                |
| Nuova Zelanda        | 12                |
| Svizzera             | 40                |
| Regno Unito          | 5                 |
| Stati Uniti          | 30                |
| Stati Uniti (Pop)    | 17                |